# Cryptolabis bidenticulata
Cryptolabis bidenticulata är en tvåvingeart som beskrevs av Alexander 1949. Cryptolabis bidenticulata ingår i släktet Cryptolabis och familjen småharkrankar. Inga underarter finns listade i Catalogue of Life.